# Gabriel Cohn
Gabriel Cohn (1938) é um sociólogo brasileiro, especialista na obra de Max Weber.

## Biografia
Graduou-se em Ciências Sociais pela Universidade de São Paulo, em 1964. Obteve os graus de mestre (em 1967, com A política do petróleo no Brasil: 1920-1954), doutor (em 1971, com a tese Cultura e comunicação de massa) e livre docente (em 1977, com a tese Crítica e resignação, sobre Max Weber), na mesma Universidade.
É professor emérito do Departamento de Ciência Política da USP,  Membro do Conselho Deliberativo do Centro de Estudos de Cultura Contemporânea (Cedec) e editor da revista Lua Nova. Foi diretor da Faculdade de Filosofia, Letras e Ciências Humanas da USP.

## Livros publicados
- Critica E Resignaçao - Max Weber E A Teoria Social. Ed. WMF Martins Fontes, 2003.
- Sociologia - Para ler os clássicos (org.). Ed. Azougue, 2005.
- Comunicação E Industria Cultural. T. A. Queiroz.
- Sociologia da comunicação: teoria e ideologia. São Paulo: Pioneira, 1973.
- Petroleo E Nacionalismo. Difusão Europeia do Livro, 1968.
- Weber. Ed. Ática, 2005.
- Theodor W. Adorno. Ed. Ática, 1994.

Traduziu a nova edição brasileira de Minima Moralia (ed. Azougue, 2008), de Theodor W. Adorno.